# Зады (Львовская область)
Зады (укр. Зади) — село в Меденичской поселковой общине Дрогобычского района Львовской области Украины.
Население по переписи 2001 года составляло 50 человек. Занимает площадь 9,000 км². Почтовый индекс — 82132. Телефонный код — 3244.